# كريس وايت (لاعب كرة قدم أمريكية أمريكي)
كريس وايت (بالإنجليزية: Chris White)‏ هو لاعب كرة قدم أمريكية أمريكي، ولد في 28 فبراير 1983 في وينونا في الولايات المتحدة.

## وصلات خارجية
- كريس وايت على موقع مرجع كرة القدم المحترفة.كوم (الإنجليزية)